# Pitcairnia caricifolia
Pitcairnia caricifolia är en gräsväxtart som beskrevs av Carl Friedrich Philipp von Martius, Schult. och Julius Hermann Schultes. Pitcairnia caricifolia ingår i släktet Pitcairnia och familjen Bromeliaceae.

## Underarter
Arten delas in i följande underarter:
- P. c. caricifolia
- P. c. macrantha